# Аушигер
Аушиге́р (кабард.-черк. Аушыджэр, Дыгъужьыкъуей) — село в Черекском районе Кабардино-Балкарской Республики.
Образует муниципальное образование «сельское поселение Аушигер», как единственный населённый пункт в его составе.

## География

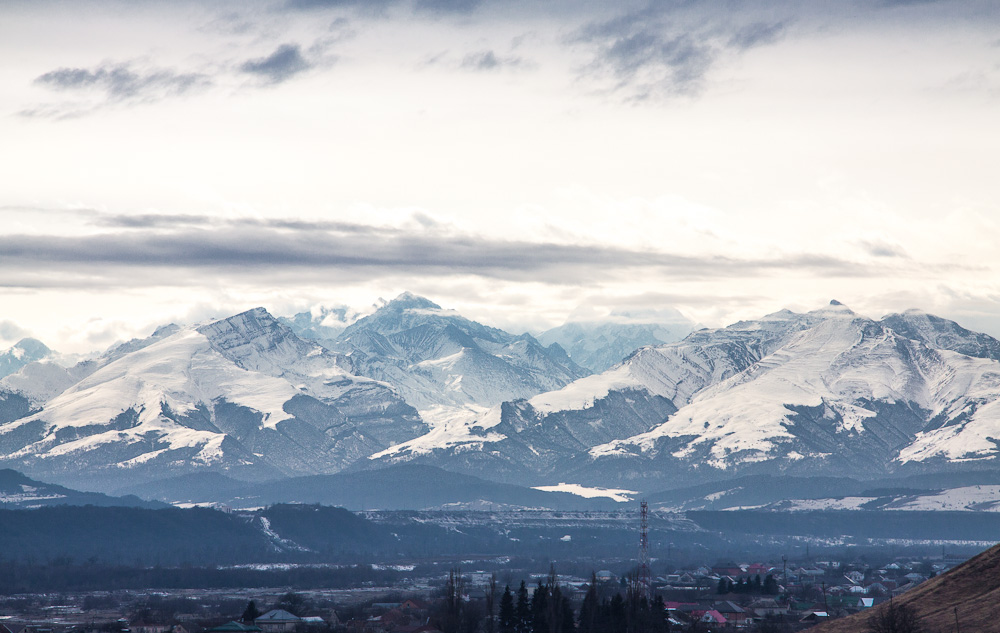
Вид на село и Скалистый хребет

Селение Аушигер расположен в северной части Черекского района, на левом берегу реки Черек. Находится в 24 км к юго-востоку от Нальчика и в 10 км к северу от районного центра Кашхатау. Через село проходит трасса республиканского значения «Урвань—Уштулу».
Площадь территории сельского поселения составляет — 37,48 км2, основная часть которого приходится на сельскохозяйственные угодья и лесхозугодья. 
Граничит с землями населённых пунктов: Псыгансу на востоке, Зарагиж на юго-востоке, Кашхатау на юге, Герпегеж на юго-западе и Урвань на севере.
Населённый пункт расположен в предгорной зоне республики. Рельеф местности представляет собой предгорные возвышенности и холмы. С запада над селом возвышается Лесистый хребет. На востоке, в долине реки Черек, расположены основные равнинные участки. Крутизна склонов колеблется от 0° до 45°. В результате участившихся дождей, в период с 2002 по 2011 год, образовалось большое количество оврагов и оползней. Средние высоты на территории села составляют 617 метров над уровнем моря. Высшей точкой является одноимённая гора Аушигер (991 м). В западной, наиболее возвышенной части села, расположен курган-захоронение легендарного адыгского героя Андермикана (кабард.-черк. Андермыкъан и Iуащхьэ).
Гидрографическая сеть представлена в основном рекой Черек. К югу от села в него впадает река Хеу, к северу из реки Черек вытекает рукав — Урвань. У южной окраины села расположены знаменитые термальные источники Аушигера. Также имеются выходы родниковых вод. Чуть выше села расположен Аушигерская ГЭС.
Климат влажный умеренный, с тёплым летом и прохладной зимой. Среднегодовая температура воздуха составляет +9,3°C, и колеблется от средних +21,0°C в июле, до средних −2,7°C в январе. Вегетационный период длится 210—220 дней. Среднегодовое количество осадков составляет около 750 мм, основное количество которых выпадает в весенний период. Влажность воздуха нормальная. Летом составляет 70—75 %, зимой около 65 %. Основные ветры — северо-восточные и горно-долинные.

## История

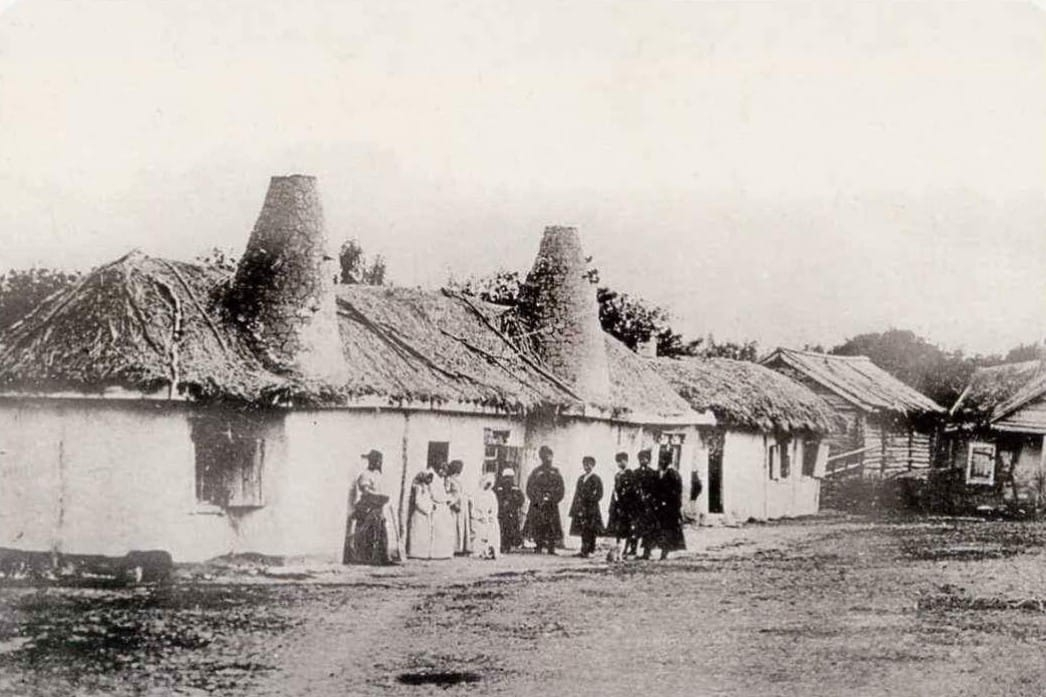
В ауле Догужоково. Конец XIX века

Селение было основано в начале XVII веке кабардинскими уорками (дворянами) Догужоковыми из рода Идаровых, обосновавшимися у впадения реки Хеу в Черек. В честь своих основателей село изначально называлось Догужоково (кабард.-черк. Дыгъужьыкъуей).
В 1920 году с окончательным установлением советской власти в Кабарде, решением ревкома Нальчикского округа, Догужоково как и все другие кабардинские поселения было переименовано, из-за присутствия в их названиях княжеских и дворянских фамилий. В результате село получило новое название — Аушигер, от названия горы возвышающейся над селом, и у подножия которой некогда находился монастырь.
До 1944 года Аушигерский сельсовет входил в состав Нальчикского района КБАССР. Затем был передан в состав новообразованного Советского района республики. 
В 1992 году Аушигерский сельсовет был реорганизован и преобразован в Аушигерскую сельскую администрацию. В 2005 году Аушигерская сельская администрация была преобразована в муниципальное образование, со статусом сельского поселения.

## Население
| 2002  | 2010  | 2012  | 2013  | 2014  | 2015  | 2016  |
| ----- | ----- | ----- | ----- | ----- | ----- | ----- |
| 4811  | ↘4807 | ↗4850 | ↗4871 | ↘4868 | ↗4904 | ↗4916 |
| 2017  | 2018  | 2019  | 2020  | 2021  | 2023  | 2024  |
| ↗4947 | ↗4948 | ↘4946 | ↗4949 | ↗5105 | ↗5122 | ↗5149 |
| 2025  |       |       |       |       |       |       |
| ↗5174 |       |       |       |       |       |       |

Плотность — 138.05 чел./км2.
Национальный состав
По данным Всероссийской переписи населения 2010 года:
| Народ      | Численность, чел. | Доля от всего населения, % |
| ---------- | ----------------- | -------------------------- |
| кабардинцы | 4 519             | 94,0 %                     |
| балкарцы   | 250               | 5,2 %                      |
| другие     | 38                | 0,8 %                      |
| всего      | 4 807             | 100 %                      |

По данным Всероссийской переписи 2021 года:
| Народ               | Численность, чел. | Доля от всего населения, % |
| ------------------- | ----------------- | -------------------------- |
| кабардинцы          | 4 626             | 90,61 %                    |
| балкарцы            | 293               | 5,73 %                     |
| черкесы             | 116               | 2,27 %                     |
| другие / не указано | 70                | 1,37 %                     |
| всего               | 5 105             | 100,0 %                    |

Поло-возрастной состав
По данным Всероссийской переписи населения 2010 года:
| Возраст     | Мужчины, чел. | Женщины, чел. | Общая численность, чел. | Доля от всего населения, % |
| ----------- | ------------- | ------------- | ----------------------- | -------------------------- |
| 0 — 14 лет  | 504           | 474           | 978                     | 20,4 %                     |
| 15 — 59 лет | 1 645         | 1 645         | 3 290                   | 68,4 %                     |
| от 60 лет   | 229           | 310           | 539                     | 11,2 %                     |
| Всего       | 2 378         | 2 429         | 4 807                   | 100,0 %                    |

Мужчины — 2 378 чел. (49,5 %). Женщины — 2 429 чел. (50,5 %).
Средний возраст населения — 32,9 лет. Медианный возраст населения — 29,5 лет.
Средний возраст мужчин — 31,8 лет. Медианный возраст мужчин — 28,7 лет.
Средний возраст женщин — 33,7 лет. Медианный возраст женщин — 30,1 лет.

## Местное самоуправление
Администрация сельского поселения Аушигер — село Аушигер, ул. Бицуева, 118.
Структуру органов местного самоуправления сельского поселения составляют:
- Исполнительно-распорядительный орган — Местная администрация сельского поселения Аушигер. Состоит из 7 человек.
  - Глава администрации сельского поселения — Дзамихов Аслангери Сафарбиевич.
- Представительный орган — Совет местного самоуправления сельского поселения Аушигер. Состоит из 15 депутатов, избираемых на 5 лет.

## Образование
- МКОУ Средняя общеобразовательная школа «имени Братьев Кардановых» — пер. Кушхова, 7.
- Начальная школа Детский Сад «Солнышко» — ул. Бицуева, 194.

## Здравоохранение
- Участковая больница — ул. Бицуева, 118.

## Культура
- МКУ Сельский Дом Культуры — ул. Бицуева, 120.

Общественно-политические организации:
- Адыгэ Хасэ
- Совет старейшин
- Совет ветеранов труда и войны

## Ислам
- Сельская мечеть — ул. Бицуева, б\н.

## Экономика
На территории сельского поселения действуют 8 предприятий. Основное направление экономики села — сельское хозяйство. В животноводстве развито молочное и мясное животноводство, в растениеводстве — разведение культур (преимущественно кукурузы, картофеля и др.). У окраин села разбиты садовые насаждения фруктовых деревьев.

## Достопримечательности

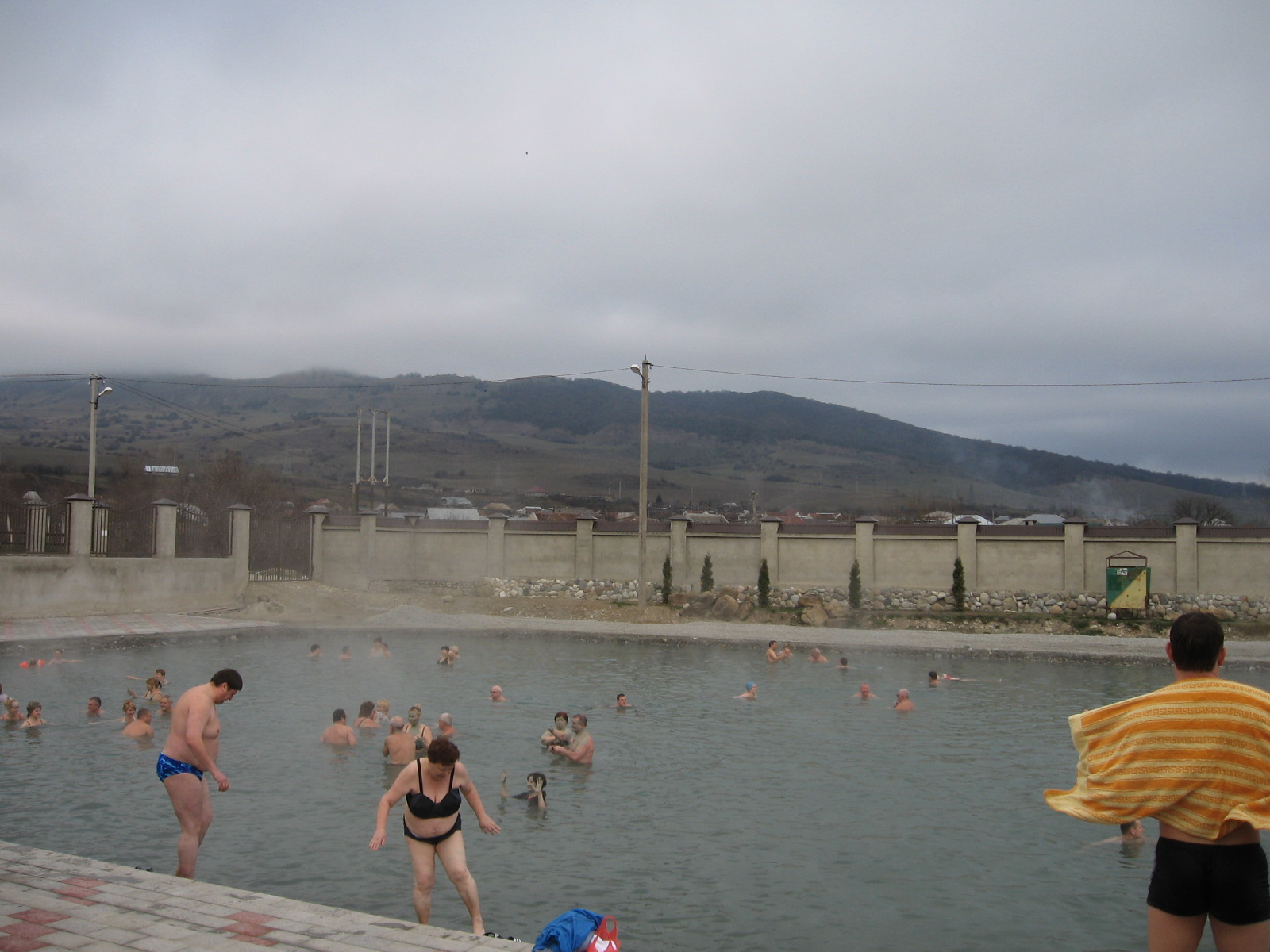
Аушигер. Открытый бассейн с горячей (около 40 °C) водой. Зимние съёмки

Село известно своими термальными источниками, которые вытекают из глубины около 4000 м. Источники были открыты в 1950-х годах, во время экспедиции по поиску нефти. И ныне используются в лечебных и рекреационных целях.
Состав и свойства минеральной воды «Аушигер»:

Хлор — 89.0; Натрий+Калий — 98.0;

Гидрокарбонаты — 11.0; Кальций — 2.0;

Минерализация воды — 3.7 г/л, температура +50 °C.
Хлоридно-натриевая вода малой минерализации, слабой щелочной реакции и высокой температуры. 
Газонасыщенность минеральной воды позволяет отнести её к азотно-углекислым водам. Радиоактивности нет. В качестве питьевой относится к лечебно-столовым. Используется также лечебная голубая глина.

## Улицы
На территории села зарегистрировано 4 улицы и 19 переулков:
Улицы:

| Бадракова |
| Бицуева   |

| Казанокова |

| Карданова |

Переулки:

| Бербекова С. Х.    |
| Бербекова Х. М.    |
| Братьев Кардановых |
| Братьев Черкесовых |
| Журтова            |
| Канкошева          |
| Карова             |

| Кушхова    |
| Лермонтова |
| Ногмова    |
| Пушкина    |
| Суворова   |
| Тлостанова |

| Урусова     |
| Харзинова   |
| Хацукова    |
| Шеритлукова |
| Шогенова    |
| Шогенцукова |

## Известные уроженцы
Родившиеся в Аушигере

## Галерея

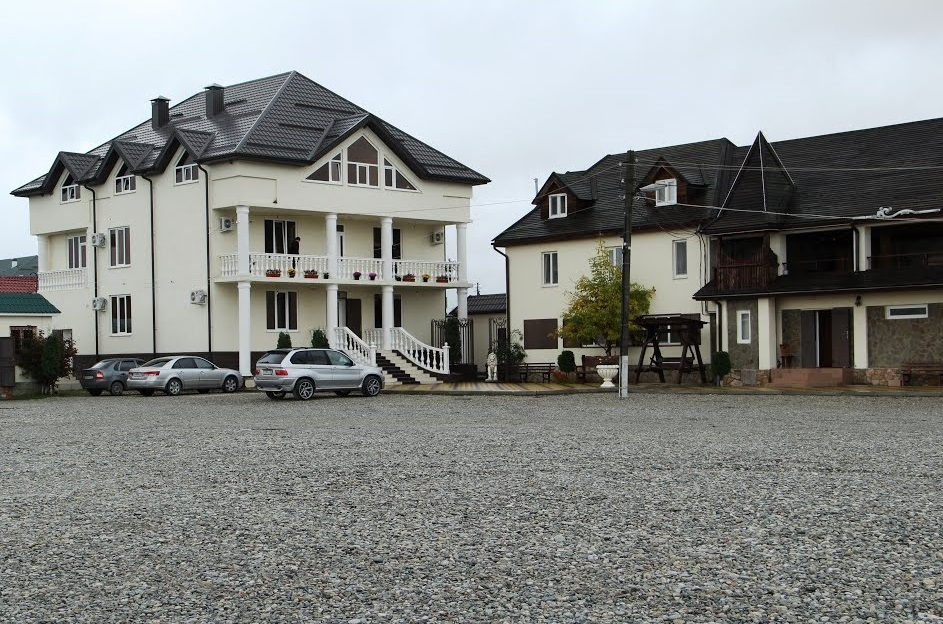
Въезд в горячие источники Аушигера
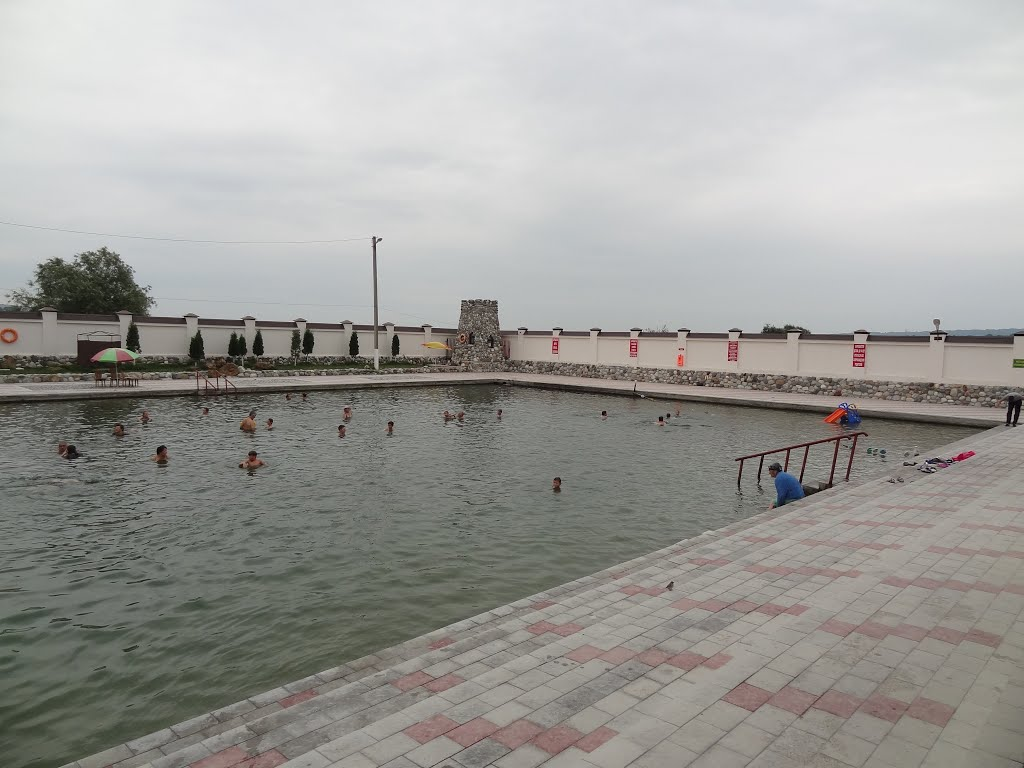
Один из бассейнов с горячей термальной водой